# Tower of London Range
Tower of London Range är ett berg i Kanada.   Det ligger i provinsen British Columbia, i den centrala delen av landet, 3 600 km väster om huvudstaden Ottawa. Toppen på Tower of London Range är 2 446 meter över havet.
Terrängen runt Tower of London Range är huvudsakligen bergig, men åt sydost är den kuperad. Trakten runt Tower of London Range är nära nog obefolkad, med mindre än två invånare per kvadratkilometer.. Det finns inga samhällen i närheten. 
Trakten runt Tower of London Range består i huvudsak av gräsmarker.